# 비사어
비사어(Bissa language)는 부르키나파소 중남부 및 이와 인접한 토고, 가나 일부 지역에 사는 비사족이 구사하는 만데어파 언어이다. 과거 이 지역의 보르구 왕국에서 쓰이던 언어와 가깝다고 여겨진다. 이름이 유사한 잠비아의 비사어(Bisa), 나이지리아와 베냉의 부사어(Busa)와는 구분되어야 한다.
부르키나파소의 공용어 중 하나로 지정되어 있다..

## 음운

### 닿소리
|        |        | 입술소리 | 치경음 | 경구개음 | 연구개음 |
| ------ | ------ | -------- | ------ | -------- | -------- |
| 비음   | 비음   | m        | n      | ɲ        | ŋ        |
| 파열음 | 무성음 | p        | t      |          | k        |
| 파열음 | 유성음 | b        | d      |          | ɡ        |
| 마찰음 | 무성음 | f        | s      |          |          |
| 마찰음 | 유성음 | v        | z      |          |          |
| 유음   | 설측음 |          | l      |          |          |
| 유음   | 전동음 |          | r      |          |          |
| 반모음 | 반모음 |          |        | j        | w        |

### 홀소리
|          | 전설 | 중설 | 후설 |
| -------- | ---- | ---- | ---- |
| 고모음   | i, ĩ |      | u    |
| 근고모음 | ɪ, ɪ̃ |      | ʊ, ʊ̃ |
| 중고모음 | e    |      | o    |
| 중저모음 | ɛ, ɛ̃ | ɐ, ɐ̃ | ɔ, ɔ̃ |
| 저모음   |      | a, ã |      |